# Этельбурга Уэссекская
Этельбу́рга Уэссе́кская (англ. Æthelburg; умерла между 727 и 730) — королева Уэссекса; причислена к лику святых Католической церкви. Память 8 (21) сентября.

## Биография
Этельбурга Уэссекская была супругой правившего с 688 по 726 год короля Уэссекса Ине. По преданию, Ине имел тяжёлый характер, но благотворное влияние Этельбурги научило его правильно использовать власть и собственность.
В 726 году король Ине отрёкся от престола и отправился вместе с Этельбургой в паломничество в Рим, где основал приют для бедных английских пилигримов. Король Ине умер в 728 году, а его супруга Этельбурга умерла в 727—730 годах.
Потомства после себя Ине и Этельбурга не оставили.